# John Anderson (archeologo)
John George Clark Anderson (6 dicembre 1870 – 31 marzo 1952) è stato un archeologo britannico.
Dal 1927 al 1936 fu professore di storia antica all'Università di Oxford, nella cattedra istituita dall'antiquario William Camden (1551-1623) e intitolata in suo onore.

## Biografia
Figlio di un sacerdote scozzese, studiò all'Università di Aberdeen e al Christ Church di Oxford. Dal 1897 al 1900 fu membro del Lincoln College di Oxford, periodo durante il quale prese parte ad alcune esplorazioni archeologiche in Asia Minore.
All'inizio del XX secolo fu nominato Senior Student del Christ College, posizione equivalente a quella di fellow in altri collegi, e tre anni più tardi vinse il Conington Prize dell'ateneo. In seguito fu lettore universitario, dal 1919 al 1927 primo lettore in epigrafia, quindi ordinario di storia antica nello stesso anno della nomina a lettore. Nel 1877 tale cattedra era stata assegnata al Brasenose College del quale diventò di diritto fellow. Fino al 1910, la docenza era stata limitata all'insegnamento della storia romana.
Nei primi anni trenta, si oppose con forza all'ingresso del giovane Albert Einstein come fellow del Christ Church, una candidatura caldeggiata dall'allora decano Henry Julian White.
Nel giugno del 1931, Einstein ricevette una lettera da White che gli offriva una borsa di studio da studente-ricercatore con una paga da 400 sterline dell'epoca e un impiego nel collegio, in vista del suo espatrio dalla Germania nazista. Einstein rispose nello stretto giro di un mese e il 23 ottobre 1931 White gli notificò il conferimento dell'incarico.
Nel 1936 Anderson rassegnò le dimissioni e si ritirò dalla vita accademica pubblica. Morì il 31 marzo 1952.